# Казка про Катерину (фільм)
«…Казка про Катерину» — український ігровий короткометражний фільм молодої української режисерки, членкині творчого об'єднання молодих українських кінематографістів «Вільні» Наталі Ноєнко за мотивами поеми Тараса Шевченка «Катерина». Тривалість — 20 хвилин.

## Прем'єра та покази
Прем'єра фільму відбулася 9 жовтня 2014 року в Будинку кіно (м. Київ) в рамках проєкту «Презентація українських кіношкіл». Студія «ВІАТЕЛ» і Інститут екранних мистецтв  Київського національного університету театру, кіно і телебачення ім. І. К. Карпенка-Карого представили фільми мистецького об'єднання молодих кінематографістів «ВІЛЬНІ», серед яких і фільм «Казка про Катерину».
26 листопада 2014 року у Національній бібліотеці України імені Ярослава Мудрого на засіданні бібліотечних Шевченкознавчих студій «Молоді українські кінорежисери до 200-річчя Тараса Шевченка» відбувся показ фільму.
27 грудня 2014 року відбувся показ фільму у кіноклубі Могилянки.
Травень 2015 року — в Українському народному домі та Східноєвропейському університеті (Перемишль, Польща).
29 травня 2016 року — на другому Міжнародному фестивалі оповідання «Intermezzo» | Intermezzo Short Story Festival (Вінниця).
13 березня 2019 року фільм показали в Острозькій академії рамках фестивалю короткометражних фільмів «Доля», який відбувся до 205-ї річниці з дня народження Тараса Шевченка.

## Критика
Голова Національної спілки кінематографістів України Сергій Тримбач про фільм:
Найбільше мені сподобалася стрічка «Як Шевченко шукав роботи» та «Казка про Катерину» — це режисерське відчуття стилю, просто дар Божий.

## Сюжет
Історія розгортається в українському селі на початку 19 століття. Одного дня Катерина знайомиться з москалем Іваном. Ні вмовляння матері, ні осуд громади не можуть зупинити Катерину. Одного дня Іван, не кажучи Катерині ані слова, вирушає на війну, а Катерина залишається одна в надії, що її коханий скоро повернеться і вони будуть щасливі.

## Виробництво
- Авторка сценарія і режисерка — Наталі Ноєнко[8].
- Оператор — Андрій Рагулін.
- Звукорежисери — Ярослав Некряч.
- Костюми та реквізити — Наталі Ноєнко.
- Консультанти по костюмам — Людмила Чорноус, Дар'я Шестакова.
- Виробник — Київський національний університет театру, кіно і телебачення ім. І. К. Карпенка-Карого. (Київ, 2014 рік).

Фільм знімали в Національному музеї народної архітектури та побуту «Пирогово»

## У ролях
- Оксана Вергелес — Катерина[9]
- Сергій Горний — Іван
- Ольга Федько — син Івась
- Альона Куликовська — мати Катерини
- Тарас Денисенко — батько Катерини
- Марина Пешко — Горпина
- Валерія Сочивець — Василина
- Людмила Туєва — тітка Параска
- Костянтин Афанасьєв — Мирон
- Марсим Авраменко, Арсеній Бортник — друзі Мирона
- Андрій Кравченко, Юрій Федько, Віктор Ясний — дядьки на возі
- Лідія Миколайчук — баба в церкві
- Андрій Рудий — москаль

## Музика
У фільмі використана музика гурту «ДахаБраха»: «Весна», «Вальс», «Ягудки».

## Значення
Всеукраїнський портал з підготовки до ЗНО «ЗНО Клуб» рекомендує фільм до перегляду як екранізацію поеми Тараса Шевченка «Катерина».